# Hilbersdorf (Thüringen)
Die thüringische Gemeinde Hilbersdorf liegt im Landkreis Greiz und gehört zur Verwaltungsgemeinschaft Ländereck. Sie liegt im oberen Wipsetal.

## Geographie

### Geographische Lage
Hilbersdorf liegt im Ronneburger Acker- und Bergbaugebiet; nördlich grenzen an das Gemeindegebiet die sanierten Bergbauflächen der SDAG Wismut an. Östlich der Gemeinde entspringt im Erlicht die Wipse, die die Gemeinde in Richtung Westen durchfließt und bei Gera-Liebschwitz in die Weiße Elster mündet. Östlich der Gemeinde verläuft die regionale Wasserscheide zwischen der Weißen Elster und der Pleiße. Von Hilbersdorf aus kann man in wenigen Fahrminuten Gera, Weida bzw. Ronneburg erreichen. Keine der nächstgelegenen Städte ist weiter als 10 km entfernt.

### Nachbargemeinden
Angrenzende Gemeinden sind Kauern, Linda b. Weida, Rückersdorf und die Stadt Ronneburg im Landkreis Greiz sowie die kreisfreie Stadt Gera. Gera grenzt mit dem Ortsteil Falka nur mittelbar an.

### Gemeindegliederung
Hilbersdorf besteht aus den Ortsteilen Hilbersdorf und Rußdorf.

## Geschichte
Es wird vermutet, dass die Gründung und die Besiedelung vom Kloster Mildenfurth bei Wünschendorf im 12. Jahrhundert erfolgte. Der Ort Hilbersdorf war lange Zeit auf vier verschiedene Staaten aufgeteilt. Noch Mitte des 19. Jahrhunderts gehörten 13 Häuser mit 85 Einwohnern zum Herzogtum Sachsen-Altenburg, zwei Häuser mit 15 Einwohnern zum Großherzogtum Sachsen-Weimar-Eisenach, drei Häuser mit 18 Einwohnern zum Fürstentum Reuß jüngerer Linie und sechs Häuser mit 36 Einwohnern zum Königreich Sachsen (Ziegenhierdsches Ländchen). Nachdem die Thüringischen Staaten 1920 im Land Thüringen aufgingen, kam 1928 auch der sächsische Anteil Hilbersdorfs im Rahmen eines Gebietsaustausches zu Thüringen.
Am 1. Juli 1950 wurde die bis dahin eigenständige Gemeinde Rußdorf eingegliedert.
Von 1952 an gehörte die Gemeinde zum Bezirk Gera sowie zum Kreis Gera-Land. Im Jahr 1990 ging der Bezirk Gera in das Land Thüringen auf. 1994 wurden die Kreise in Thüringen neugeordnet und Hilbersdorf gehört seitdem zum Landkreis Greiz.

### Einwohnerentwicklung
1933 lebten in beiden späteren Ortsteilen zusammengenommen 246 und 1939 221 Einwohner.
Entwicklung der Einwohnerzahl (ab 1994: Stand jeweils 31. Dezember):
| - 1994: 222 - 1995: 218 - 1996: 229 - 1997: 232 - 1998: 247 - 1999: 247 | - 2000: 243 - 2001: 242 - 2002: 236 - 2003: 235 - 2004: 238 - 2005: 231 | - 2006: 231 - 2007: 229 - 2008: 225 - 2009: 225 - 2010: 220 - 2011: 229 | - 2012: 231 - 2013: 223 - 2014: 216 - 2015: 215 - 2016: 212 - 2017: 209 | - 2018: 205 - 2019: 203 - 2020: 200 - 2021: 199 - 2022: 199 - 2023: 199 |

 Datenquelle ab 1994: Thüringer Landesamt für Statistik

## Politik

### Gemeinderat

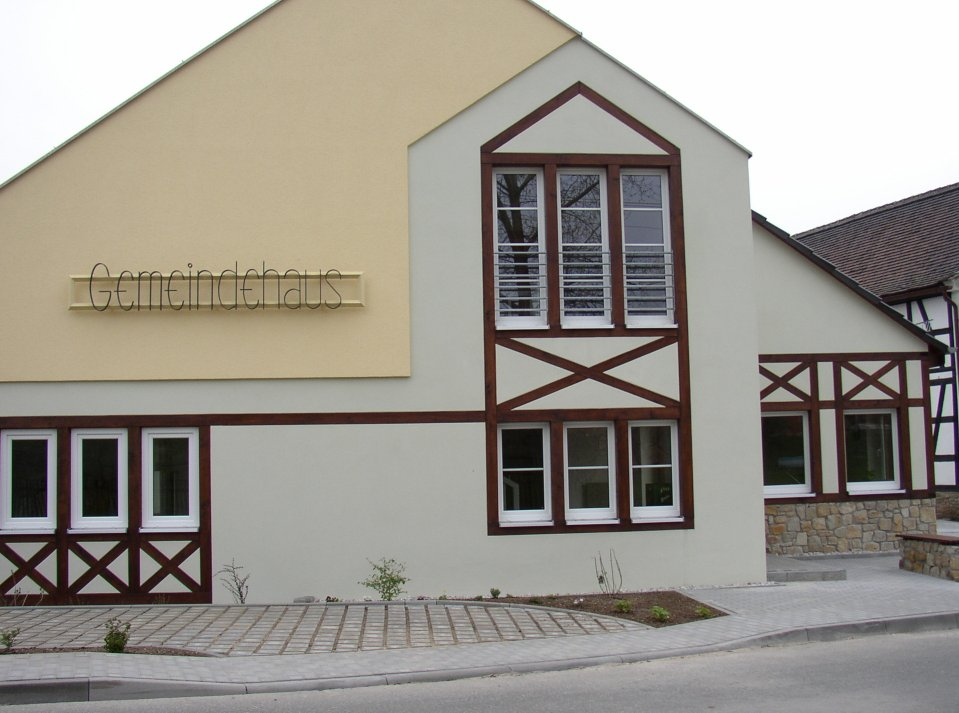
Gemeindehaus der Gemeinde Hilbersdorf in Rußdorf

Der Gemeinderat wurde bei den Kommunalwahlen in Thüringen 2024 in einer Mehrheitswahl bestimmt. Alle sechs Mitglieder des Gemeinderats gehören der Wählerliste Hilbersdorf/Rußdorf an. Die Wahlbeteiligung lag bei 77,9 %.

### Bürgermeister
Bei der Bürgermeisterwahl am 8. Mai 2022 wurde Rainer Vogel für eine zweite Amtszeit zum ehrenamtlichen Bürgermeister gewählt, nachdem er bereits von 2013 bis 2016 im Amt war. In der Zwischenzeit war von 2016 bis 2022 Thomas Urbig der Bürgermeister von Hilbersdorf.

## Kultur und Sehenswürdigkeiten

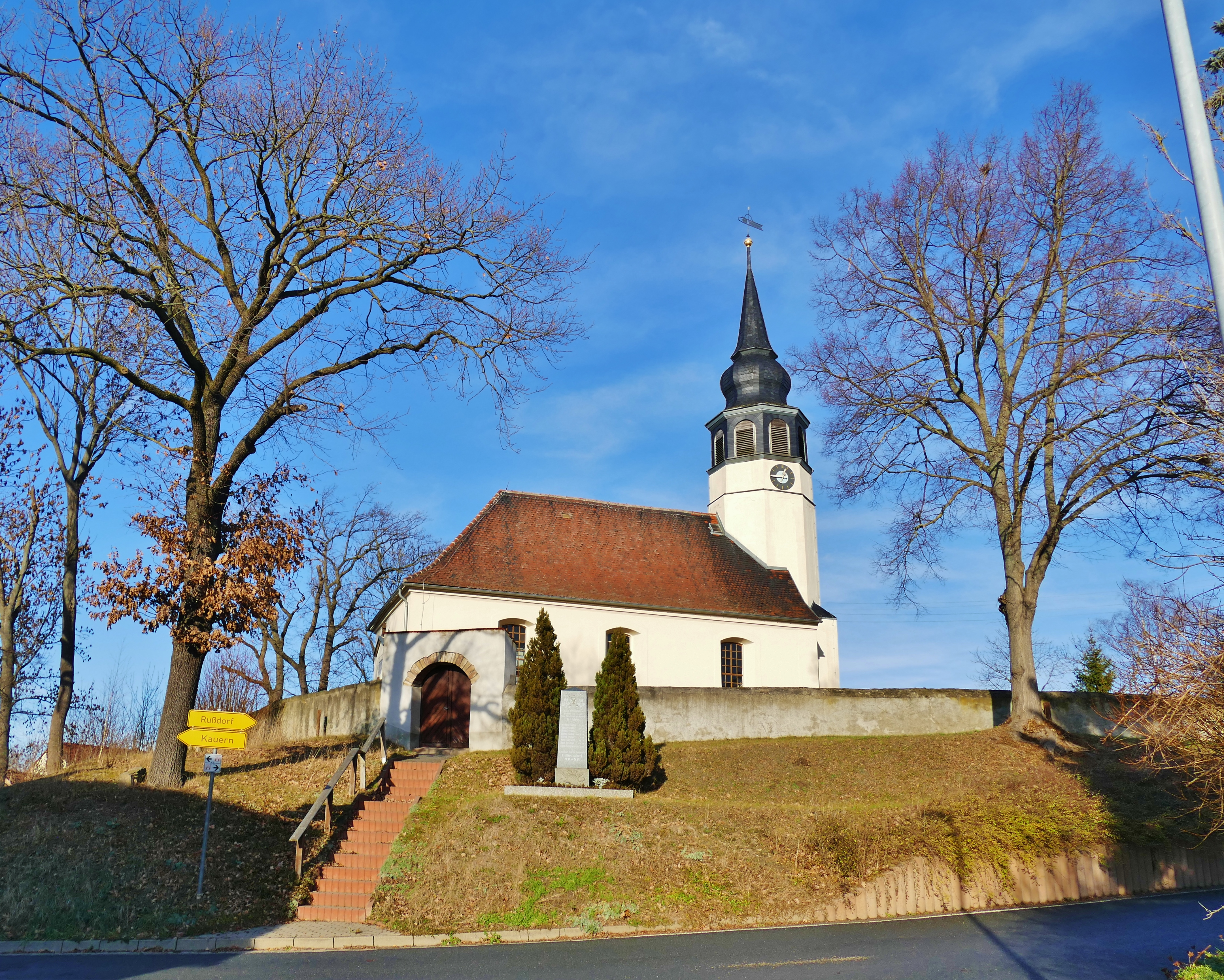
Hilbersdorfer Dorfkirche

Trotz der unmittelbaren Nähe zu den Abraumhalden des Wismutbergbaus sind entlang der Wipse in Richtung Liebschwitz und nördlich zum Reuster Berg reizvolle Wanderungen möglich. Der Europäische Fernwanderweg E3 bzw. der EB-Weg sowie der Thüringenweg führen durch den Ortsteil Rußdorf.
Das heutige äußere und innere Erscheinungsbild der Kirche wird vom letzten Umbau im Jahr 1742 bestimmt.

## Wirtschaft und Infrastruktur

### Verkehr
Die Gemeinde ist über die Kreisstraße K 116 von Pohlen nach Kauern angeschlossen. Weitere Ortsverbindungsstraßen führen von Hilbersdorf nach Wüstfalke und von Rußdorf nach Reust. An Werktagen außer an Samstagen verkehrt die Buslinie 219 Gera–Wünschendorf–Linda–Wolfersdorf–Seelingstädt der RVG Regionalverkehr Gera/Land. Seit 1956 führt die Bahnstrecke Seelingstädt–Schmirchau der Wismut-Werkbahn durch das Gemeindegebiet, die bei Rußdorf bis 1983 einen betriebsnotwendigen Kreuzungsbahnhof besaß. Der nächste Zugang zum Schienenpersonennahverkehr befindet sich in Wünschendorf/Elster.

### Ansässige Unternehmen
Haupterwerbsquelle in früheren Jahren war die Landwirtschaft. Inzwischen haben sich im Ort 12 kleinere Betriebe bzw. Unternehmen etabliert.

### Wasserver- und Abwasserentsorgung
Die Gemeinde Hilbersdorf ist Mitglied im Zweckverband Wasser / Abwasser Mittleres Elstertal. Dieser übernimmt für die Gemeinde die Trinkwasserversorgung und Abwasserentsorgung.